# 디어르머드 우어 디브너

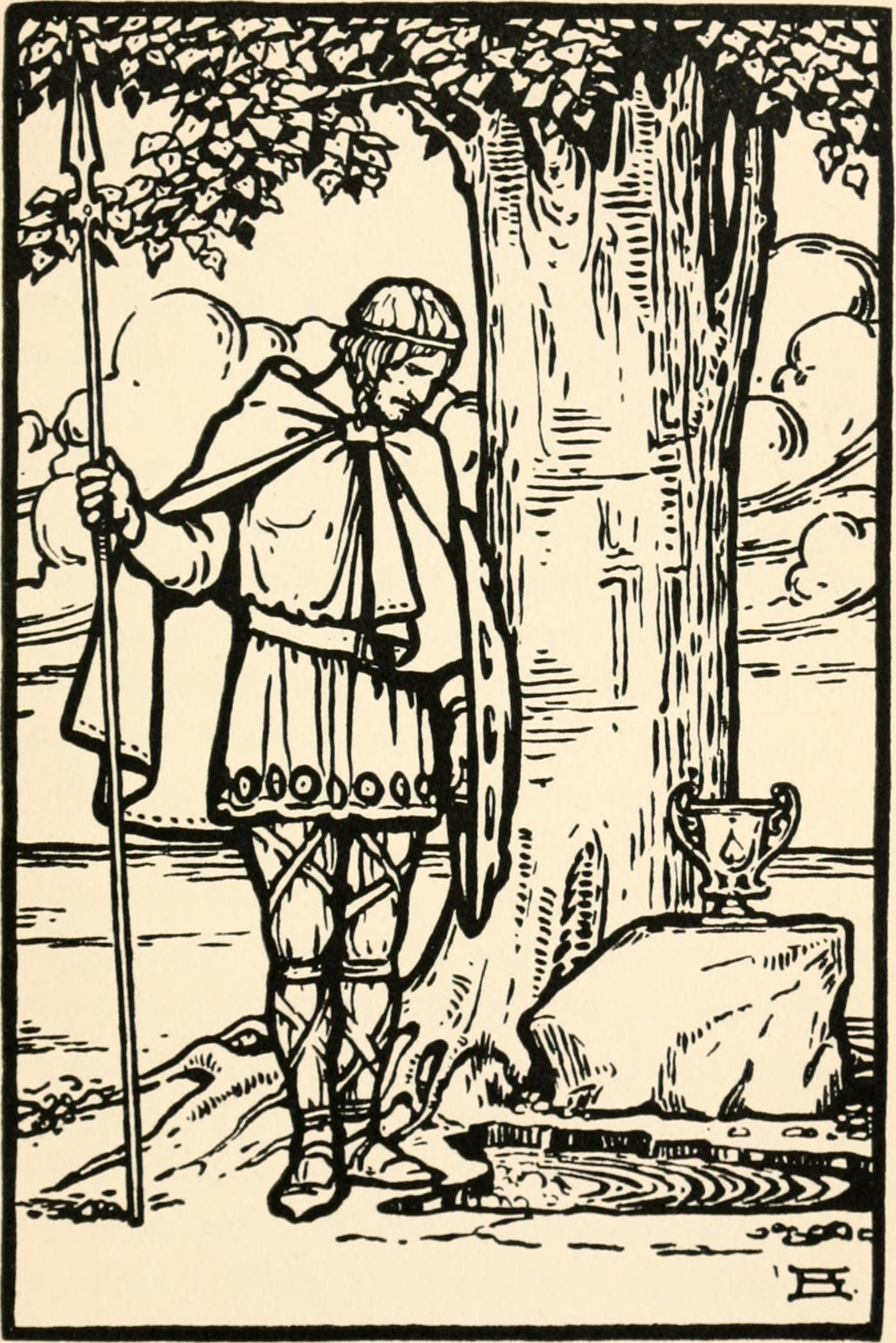

디어르머드 우어 디브너(아일랜드어: Diarmuid Ua Duibhne [ˈdʲiəɾˠmˠədʲ uə ˈd̪ˠɪvʲnʲə])는 아일랜드 신화의 피니언 대계에 등장하는 인물이다. 돈의 아들이며 옹구스의 양아들로 옹구스의 가호를 받았다. 피어너의 페니드였으며, 피어너의 두령이자 사적으로는 외삼촌인 핀 막 쿠월의 약혼자 그라너와 눈이 맞아 달아난 이야기(디어르머드와 그라너의 추적)로 유명하다. 슬하에 돈카드(Donnchadh), 일란(Iollann), 루클라(Ruchladh), 이루어드(Ioruad)라는 아들을 두었다. 디어르머드는 핀의 피어너에서 가장 강력한 전사였으며, 한 번에 3,400 명의 적을 죽여 핀과 동료들을 구한 적도 있다.

## 전설
옹구스는 모랄타크("거대한 격노")라는 명검을 해신 마난난 막 레르에게 받아 가지고 있었는데, 양아들인 디어르머드에게 물려주었다. 또한 바갈타크("작은 격노")라는 검도 같이 주었다. 디어르머드는 옹구스에게 받은 이 두 자루의 검 외에도 게 비더("황창")와 게 다러그("적창")라는 두 자루 창도 가지고 있었는데. 이 창들로 입힌 상처는 회복될 수 없는 마창이었다. 디어르머드는 생사가 오가는 모험에는 게 다러그와 모랄타크를, 사소한 전투에는 게 비더와 바갈타크를 사용했다.
디어르머드의 생부 돈은 옹구스의 집사장의 아들 콩구스(Congus)에게 주어지는 관심을 시기하여, 아무도 보지 않을 때 콩구스를 죽였다. 옹구스가 콩구스를 멧돼지로 부활시켰으나, 콩구스의 부친인 집사장이 진실을 알려줄 것을 탄원하였고, 진실을 알게 된 그는 돈의 아들 디어르머드를 저주했다. 콩구스가 환생한 멧돼지에게 언젠가 죽음을 당하리라는 저주였다.
한편 디어르머드는 아름다운 것으로 유명했는데, "애정점(love spot)"이라는 것이 있어 여자를 저절로 끌어들였다. 디어르머드가 밤사냥을 나갔다가 젊음이 의인화된 여자를 만났는데, 동침한 뒤 그녀가 디어르머드의 눈 밑에 애정점을 찍어넣었다. 그래서 모든 여자들이 그를 보기만 해도 그에게 반하여 사랑에 빠졌다.

### 추녀와 잔
어느 혹독한 겨울 밤, ‘혐오스러운 여자(Loathly Lady)’ 한 명이 피어너의 롯지에 들어왔다. 피어너의 페니드들은 사냥을 갔다 와서 막 침대에 누우려던 참이었다. 여자는 뼛속까지 흠뻑 젖었고, 그을린 머리칼은 헝클어져 매듭처럼 꼬여 있었다. 여자는 피어너의 두령 핀부터 시작해서, 페니드들에게 담요를 달라고 청했다. 벽난로 가장 가까운 침대를 썼던 디어르머드만이 그 여자를 불쌍히 여겨 자신의 침대와 담요를 내주었다. 여자는 디어르머드의 애정점을 알아보고, 7년이나 혼자 세상을 떠돌아 다녔다고 말했다. 디어르머드는 그녀가 여기서 밤새 잘 수 있고, 자신이 보호해 줄 것이라고 말했다. 새벽이 밝자 그녀는 아름다운 젊은 여자가 되었다.
다음 날, 여자는 디어르머드의 친절에 보답하기 위해, 디어르머드의 평생 소원이었던 바다가 내려다보이는 집을 주었다. 디어르머드는 너무 기뻐서 여자에게 같이 살자고 했다. 여자는 승낙하면서, 단 그들이 처음 만난 날 자신이 얼마나 추했는지 절대 언급하지 말라는 조건을 달았다. 동거를 시작하고 3일차가 되자 디어르머드는 좀이 쑤셨다. 여자는 자신이 사냥개들과 강아지들을 보살필 테니 사냥하러 갔다 오라고 했다. 디어르머드의 친구들이 세 차례 찾아와서, 그때마다 강아지 한 마리씩을 요청했다. 그때마다 여자는 그 부탁을 들어 주었다. 그리고 그때마다 디어르머드는 화가 나서, 처음 만난 밤 그녀의 추함을 참아주었떤 자신에게 어떻게 그렇게 비열하게 배신할 수 있냐고 탓했다. 이것이 세 번 반복되자 여자와 집은 사라져 버리고, 디어르머드가 사랑하던 사냥개는 죽었다.
자신의 배은망덕함이 소중한 모든 것을 잃게 만들었다는 것을 깨달은 디어르머드는 여자를 찾아나섰다. 그는 마법이 걸린 배를 타고 폭풍우 치는 바다를 건너 별세계로 갔다. 별세계에 상륙한 디어르머드는 밝은 색깔의 말들이 뛰놀고 은나무가 자라는 벌판을 헤매며 여자를 찾았다. 그 도중 떨어진 핏방울을 세 번 보았는데, 그때마다 핏방울을 자기 손수건에 모았다. 그리고 별세계의 왕의 딸이 7년만에 중병에 걸린 채 돌아왔다는 사실을 알게 되자, 디어르머드는 그 딸이 자신이 찾는 여자임을 확신했다. 디어르머드는 여자의 곁으로 달려갔지만 여자는 이미 죽어가고 있었다. 디어르머드가 손수건에 적셔온 세 방울의 피는, 그녀가 디어르머드를 생각할 때마다 심장에서 흘러나온 것이었다. 유일한 치료법은 경이의 벌판의 치유수를 한 잔 떠오는 것이었는데, 이 벌판은 시기심 많은 왕과 그의 군대가 지키고 있었다. 디어르머드는 잔을 가져오겠다고 맹세했다.
건널 수 없는 강을 만난 디어르머드는 모든 지식을 가진 남자의 도움을 받았다. 그 남자는 머리카락은 붉었고 눈은 석탄처럼 불탔다. 그는 디어르머드가 강을 건너는 것을 돕고, 치유수가 나오는 나라의 왕에게까지 안내해 주었다. 디어르머드는 잔을 내놓던가, 아니면 자신과 싸울 대전사를 내보내라고 했다. 800명의 전사들이 두 차례 내보내졌고, 그들 모두 세 시간만에 쓰러졌다. 그러자 더 잘 싸우는 전사 900명이 두 차례 내보내졌고, 이번에는 4시간만에 모두 쓰러졌다. 왕은 치유수 한 잔을 내주었다. 돌아오는 길에, 붉은 머리 남자는 디어르머드에게 여자를 치료하는 방법을 알려주고, 또한 그녀의 병이 나으면 디어르머드에 대한 그녀의 사랑도 끝날 것임을 경고했다.
여자를 치료해준 뒤 디어르머드는 마법이 걸린 배를 타고 돌아갔다. 돌아온 디어르머드를 동료들과 그의 사냥개가 맞이했다. 여자가 마지막 선물로서 사냥개를 되살려준 것이다.

### 디어르머드와 그라너
「디어르머드와 그라너의 추적」(Tóraigheacht Dhiarmada agus Ghráinne)은 아일랜드 신화에서 가장 유명한 삼각관계 연애담이다. 이 이야기가 보존된 가장 오래된 문헌은 17세기에 만들어졌지만, 12세기에 만들어진 『라긴의 서』에 이미 이 이야기에 대한 언급이 있다.
핀 막 쿠월은 모험을 거듭하면서 늙어갔고, 매년 아내를 들었다. 핀의 마지막 아내가 죽자, 핀의 아들 오신과 그 동료들이 재혼할 것이냐고 물었다. 두르링(Diorruing)이 핀에게 걸맞는 최고의 여자는 지고왕 코르막 막 아르트의 딸 그라너 왕녀라고 제안했다.
그라너는 핀의 아들 오신이나 핀의 손자 오스카르와 결혼하겠거니 예상했지, 다 늙은 핀 본인과 결혼하리라고는 생각하지 못했다. 절망한 그라너는 할아버지뻘 되는 늙은이와 결혼하느니 차라리 피어너의 페니드 중 한 명과 도망치기로 했다.
그라너가 술에 약을 태워, 오신, 오스카르, 디어르머드, 킬터, 두르링을 제외한 결혼식 손님들은 모두 곯아떨어졌다. 그라너는 우선 오신에게 접근했으나 오신은 핀이 자신의 두령이자 아버지이므로 그녀를 물리쳤다. 그 다음으로 그라너는 디어르머드에게 접근했다. 디어르머드 역시 핀이 그의 두령이자 외삼촌이기에 그녀를 물리쳤다. 그러자 그라너는 디어르머드에게 자신을 따라와야만 한다는 기아스를 걸었다. 디어르머드가 핀과 핀이 원하는 아내 사이에 끼여 죽게 생겼음을 알게 된 디어르머드의 벗들은 슬퍼했다. 선택의 여지가 없었던 디어르머드는 그라너와 함께 도망쳤다.
잠에서 깨어난 핀은 클란 오 나브넌(Clan O'Navnan)을 보내 도망친 두 사람을 잡아오라고 했다. 디어르머드와 그라너는 아흐루안(애슬론)을 건너 숲 속에 숨었다. 디어르머드의 벗이었던 오신, 오스카르, 킬터, 두르링은 핀의 행동에 불만을 갖고 비밀리에 디어르머드를 돕기로 했다.
디어르머드는 "두 개의 천막의 숲" 속에 자신과 그라너를 둘러친 울타리를 세우고, 숲의 다른 방향으로 통하는 일곱 개의 출입구를 냈다. 핀은 페니드들에게 울타리를 포위하고 디어르머드를 붙잡으라고 명했다. 벗들은 디어르머드에게 도망칠 수 있게 길을 열어주겠다고 했지만, 디어르머드는 그랬다가 벗들의 명예가 실추된다며 받아들이지 않았다. 디어르머드의 양부이자 그를 수호하던 요정왕 옹구스도 디어르머드를 도와주고자 했으나, 디어르머드는 스스로 해결할 수 있다고 고집을 부렸다. 옹구스가 그라너를 "두 개의 갯버들의 숲"으로 데려가자, 디어르머드는 창으로 장대높이뛰기를 하여 울타리를 넘어 숲 속으로 도망쳤다.
두브로스(Dubros)숲 가운데는 늙은이에게 젊음을 찾아주는 마법의 열매들이 맺혀서, 투어허 데 다넌의 명령을 받아 거인 사르반(Searbhan)이 지키고 있었다. 디어르머드와 그라너는 사르반에게 이 숲에서 사냥하며 살아가도 되는지 물었다. 사르반은 열매를 건드리지 않는다는 조건으로 동의했다. 그라너가 열매를 먹게 해 달라고 하자 사르반은 거절하고 무지막지한 몽둥이로 디어르머드를 공격했다. 디어르머드는 사르반의 무기를 빼앗아 그를 패죽였다.
핀은 피어너를 데리고 숲응로 가서 아들 오신과 함께 피드헬을 놀았다. 디어르머드 외에 누구도 핀의 상대가 될 자가 없었기 때문에, 오스카르와 킬터가 오신에게 훈수를 두었다. 위에서 놀이를 지켜보던 디어르머드는 친구 오신을 돕고자 하는 마음을 이기지 못하고, 나무열매를 말판에 떨어뜨려 훈수를 두었다.  아들에게 3연패를 한 핀은 나무 위에 디어르머드와 그라너가 숨어 있음을 깨닫고 부하들에게 디어르머드를 죽이라고 명령했다. 디어르머드는 가르브(Garbh)라는 이름을 가진 전사들 일곱 명을 죽였다. 핀의 손자 오스카르가 디어르머드를 해치는 자는 누구든 자신의 분노를 맛볼 것이라고 경고하고, 커플을 안전하게 숲 속으로 호위했다.

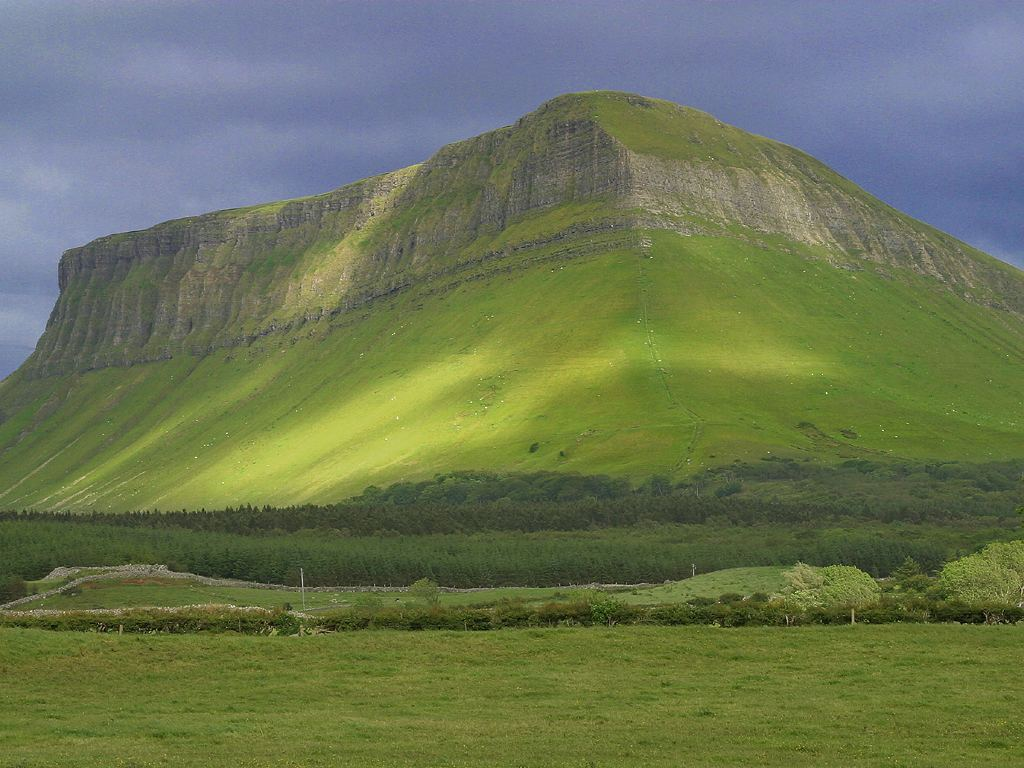
디어르머드가 죽었다는 빈굴반 테이블산.

핀은 "약속의 땅"으로 가서 여드루이드 보그말에게 디어르머드를 죽여달라고 부탁했다. 디어르머드가 보인강 옆 숲에서 사냥을 하고 있을 때, 보그말은 날아다니는 수련을 타고 강물 위를 날며 방패와 갑옷을 관통할 수 있는 독 묻은 표창을 던졌다. 표창에 맞은 디어르머드는 극도의 고통을 받았고, 게 다러그로 보그말을 죽였다.
옹구스가 디어르머드의 편에서 핀과 디어르머드를 중재한 결과 핀은 디어르머드를 사면했고, 디어르머드와 그라너는 슬라이고의 케스 코란(Ceis Chorainn)이라는 곳에서 몇 년간 평화롭게 살면서 슬하에 4남 1녀를 두었다. 디어르머드는 라흐 그라니어(Rath Gráinia)라는 성탑도 지었다. 하지만 그들은 그라너의 부친 코르막 막 아르트나 디어르머드의 옛 동료들의 방문을 받지 않았다. 그라너는 디어르머드를 설득하여 피어너의 페니드들을 포함한 벗들과 친지들을 연회에 초대했다. 핀은 디어르머드에게 빈굴반으로 멧돼지 사냥을 가자고 했다. 디어르머드는 게 다러그와 모랄타크 대신, 그보다 약한 무기인 게 비더와 바갈타크를 가져갔다. 사냥 도중 디어르머드는 이미 사람과 사냥개 여럿을 죽인 거대 멧돼지에게 치여 피투성이가 되었다.
핀의 손이 닿은 물은 치유력을 가지고 있었는데, 핀은 디어르머드에게 물을 떠다 주면서 두 번이나 손가락 사이를 벌려 물을 흘려보냈다. 아들 오신과 손자 오스카르에게 위협을 받고서야 핀은 제대로 물을 떠 가져갔지만, 이미 너무 늦어서 디어르머드는 죽었다.
디어르머드가 죽은 뒤 옹구스는 그의 시체를 자기가 사는 고분으로 가져왔고, 심심할 때마다 시체에 생기를 불어넣고 말동무로 써먹었다.
이 이야기는 얼스터 대계의 데르드러 이야기와 유사한 삼각관계가 드러나며, 종종 비교의 대상이 된다.

## 족보

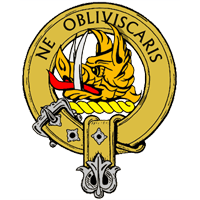
캠벨씨의 문장.

디어르머드 우어 디브너는 스코틀랜드의 캠벨씨의 조상이 된다고 한다. 캠벨씨의 문장에는 디어르머드에게 걸린 저주(기아스)와 죽음을 의미하는 멧돼지 머리가 그려져 있다.
|  |                                                       |  |  |  |  |  |  |  |  |  |  |  |  |  |  |  |
|  | 4. 디브너                                             |  |  |  |  |  |  |  |  |  |  |  |  |  |  |  |
|  |                                                       |  |  |  |  |  |  |  |  |  |  |  |  |  |  |  |
|  |                                                       |  |  |  |  |  |  |  |  |  |  |  |  |  |  |  |
|  | 2. 돈 막 디브너                                       |  |  |  |  |  |  |  |  |  |  |  |  |  |  |  |
|  |                                                       |  |  |  |  |  |  |  |  |  |  |  |  |  |  |  |
|  |                                                       |  |  |  |  |  |  |  |  |  |  |  |  |  |  |  |
|  | 1. 디어르머드 우어 디브너                             |  |  |  |  |  |  |  |  |  |  |  |  |  |  |  |
|  |                                                       |  |  |  |  |  |  |  |  |  |  |  |  |  |  |  |
|  |                                                       |  |  |  |  |  |  |  |  |  |  |  |  |  |  |  |
|  | 24. 코르막 겔터 기흐 (콘코바르 압라드루어드의 고손자) |  |  |  |  |  |  |  |  |  |  |  |  |  |  |  |
|  |                                                       |  |  |  |  |  |  |  |  |  |  |  |  |  |  |  |
|  |                                                       |  |  |  |  |  |  |  |  |  |  |  |  |  |  |  |
|  | 12. 페들리미드 피루글라스                             |  |  |  |  |  |  |  |  |  |  |  |  |  |  |  |
|  |                                                       |  |  |  |  |  |  |  |  |  |  |  |  |  |  |  |
|  |                                                       |  |  |  |  |  |  |  |  |  |  |  |  |  |  |  |
|  | 6. 카하르 모르                                        |  |  |  |  |  |  |  |  |  |  |  |  |  |  |  |
|  |                                                       |  |  |  |  |  |  |  |  |  |  |  |  |  |  |  |
|  |                                                       |  |  |  |  |  |  |  |  |  |  |  |  |  |  |  |
|  | 3. 크로크니트                                         |  |  |  |  |  |  |  |  |  |  |  |  |  |  |  |
|  |                                                       |  |  |  |  |  |  |  |  |  |  |  |  |  |  |  |
|  |                                                       |  |  |  |  |  |  |  |  |  |  |  |  |  |  |  |